# Cercy-la-Tour
Cercy-la-Tour är en kommun i departementet Nièvre i regionen Bourgogne-Franche-Comté i de centrala delarna av Frankrike. Kommunen ligger i kantonen Fours som tillhör arrondissementet Château-Chinon (Ville). År 2022 hade Cercy-la-Tour 1 683 invånare.

## Befolkningsutveckling
Antalet invånare i kommunen Cercy-la-Tour
| Referens: INSEE |